# Wojna paragwajska

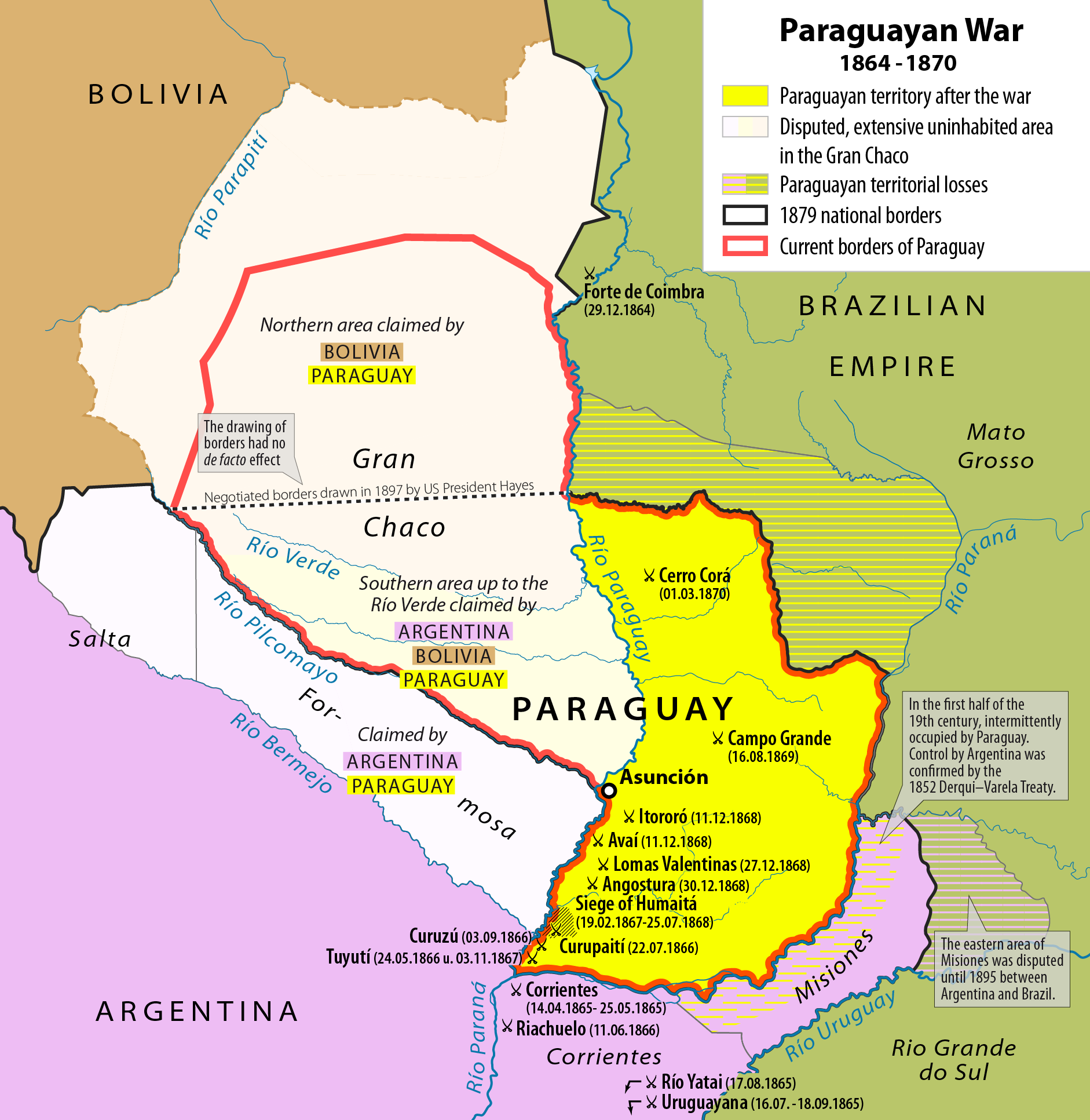
Przebieg wojny paragwajskiej

Wojna paragwajska (wojna trójprzymierza) – wojna stoczona w latach 1864–1870 pomiędzy Paragwajem a koalicją Brazylii, Argentyny i Urugwaju. Najkrwawszy konflikt w historii Ameryki Południowej. W rezultacie wojny ponad 50% mieszkańców Paragwaju zostało pozbawionych życia, w tym 90% męskiej populacji.

## Przyczyny wybuchu wojny
W roku 1862 dyktator Paragwaju Francisco Solano López zaplanował zakrojoną na szeroką skalę ofensywę przeciwko Brazylii, w celu zagarnięcia części jej terytoriów. Głównym powodem ataku na Brazylię była chęć zapewnienia sobie przez Paragwaj swobodnego korzystania z ujścia La Platy. Bezpośrednią przyczyną wojny było wkroczenie wojsk brazylijskich do Urugwaju, interweniujących w wojnie domowej w tym kraju po stronie powstańców z partii Colorado, podczas gdy Paragwaj popierał urzędujący rząd pełniącego obowiązki prezydenta Aguirre z partii „Białych”. Powstańców popierała również Argentyna. Nowy rząd Urugwaju, Brazylia oraz Argentyna zawiązały trójprzymierze. Przymierze tych trzech państw poparła Wielka Brytania, wspierając je finansowo.

## Przebieg wojny
12 listopada 1864 roku w pobliżu Asunción paragwajski okręt Tacuari zatrzymał brazylijski statek pocztowy Marques de Olinda, na pokładzie którego podróżował do Mato Grosso nowy gubernator tej prowincji, co zapoczątkowało starcia wzdłuż granicy.
26 grudnia 1864 roku, na czele armii liczącej 80 tys. ludzi Lopez wtargnął na tereny Mato Grosso. 18 marca 1865 roku dyktator wypowiedział także wojnę swojemu południowemu sąsiadowi Argentynie, która nie zgodziła się na przemarsz wojsk paragwajskich przez jej terytorium. Paragwajczycy zajęli argentyńskie statki, zdobyli miasto Corrientes, po czym, przechodząc przez Encarnación, weszli do południowej Brazylii. 1 maja trzy sąsiadujące ze sobą państwa, Brazylia, Argentyna oraz Urugwaj, zawiązały trójprzymierze, celem którego było obalenie rządów Lopeza. Armię sprzymierzonych do walki z Paragwajem poprowadzili Argentyńczyk Bartolomé Mitre, Urugwajczyk Venancio Flores oraz Brazylijczyk Manuel Luís Osório.
11 czerwca miała miejsce bitwa na rzece Parana pod Riachuelo. Brazylijska flota dowodzona przez Francisco Manuela Barroso da Silva wygrała i poważnie osłabiła flotę paragwajską i zapobiegła stałej okupacji Argentyny przez Paragwaj. Bitwa ta praktycznie przesądziła o dalszych losach wojny, bo umożliwiła sprzymierzonym kontrolowanie ujścia La Platy. We wrześniu Paragwajczycy ponieśli kolejną porażkę pod Uruguaianą. W styczniu następnego roku sprzymierzeni przekroczyli rzekę Parana i 24 maja 1866 roku rozbili armię Lopeza w bitwie pod Paso de Patria. Mimo porażki dyktator zreorganizował swoje siły. W krwawej bitwie pod Curupayty 22 września 1866 Paragwajczycy rozgromili wojska przeciwnika. W walce stracili zaledwie 54 ludzi przy prawie 9 tys. po stronie sprzymierzonych.
Trwające przez cały następny rok walki nie przyniosły powodzenia żadnej ze stron. W tym czasie więcej żołnierzy zmarło w wyniku epidemii cholery aniżeli w walkach. W roku 1867 Lopez opuścił stolicę Asunción, po czym skierował się na północ, pustosząc po drodze liczne ziemie. W lipcu 1868 roku skapitulowała twierdza Humaitá. W tym czasie wojska argentyńskie i brazylijskie mozolnie przedzierały się wzdłuż rzeki Paragwaj w kierunku północno-wschodnim. Lopez z resztką swojej armii w sile 10 tys. ludzi stanął w pobliżu Ypacaraí. W rozegranej 25 grudnia bitwie armia paragwajska została całkowicie zniszczona. Lopezowi wraz z kilkoma innymi żołnierzami udało się zbiec. Po tym zwycięstwie dnia 31 grudnia Brazylijczycy wkroczyli do miasta Asunción.
Mimo klęski Lopez nie zaprzestał dalszej walki. W północno-wschodnim Paragwaju udało mu się zgromadzić wokół siebie kilka tysięcy ochotników. Jednak 1 marca 1870 roku został wyśledzony przez jednostkę armii brazylijskiej i zabity.

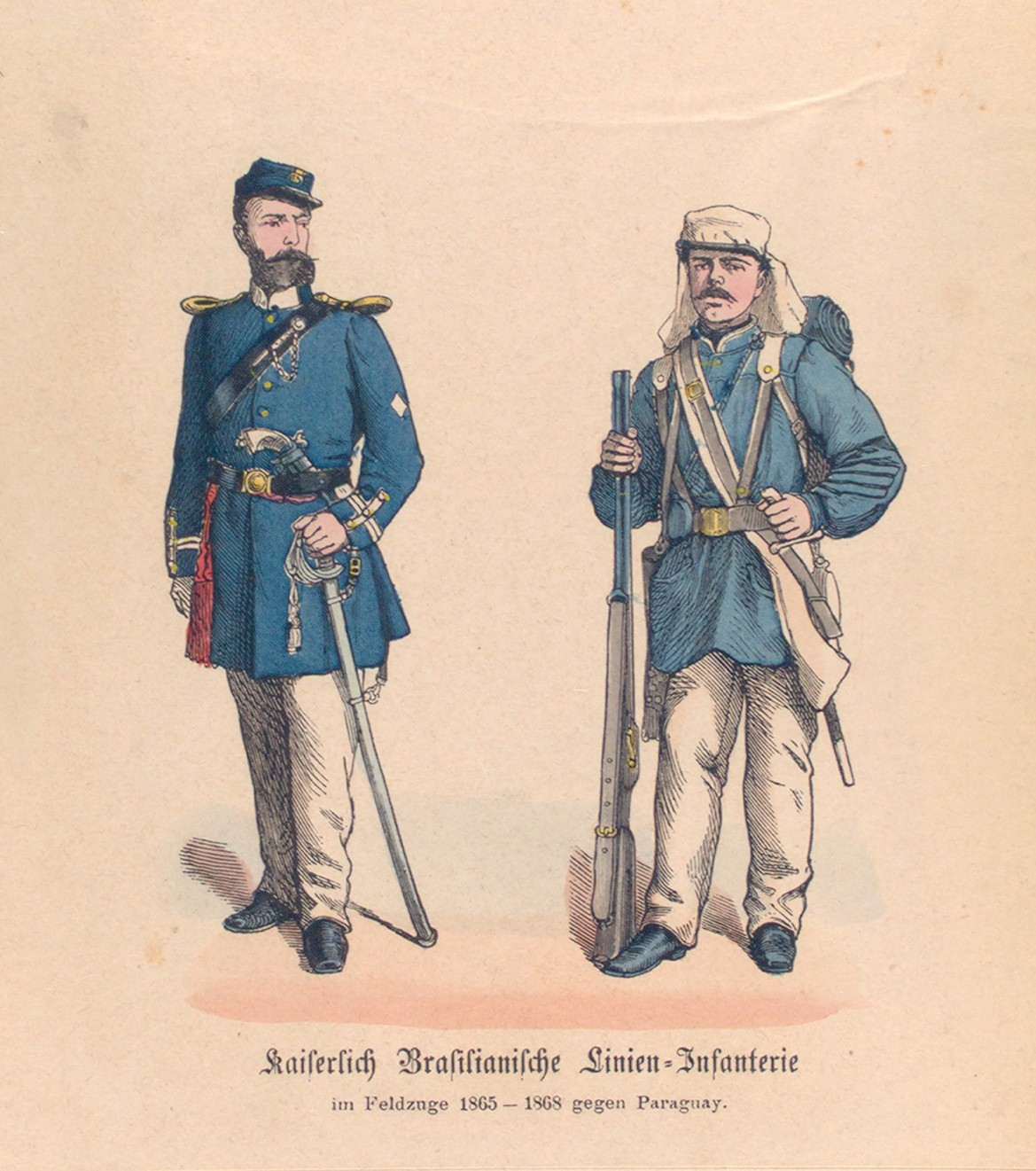
Oficer i żołnierz brazylijski.
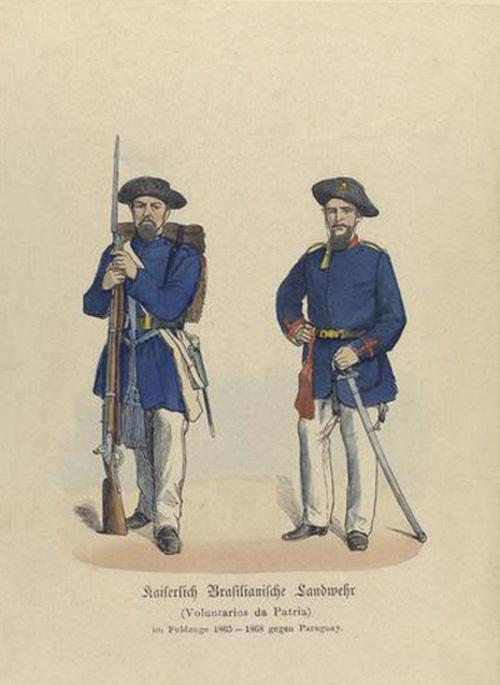
Ochotnicy brazylijscy.
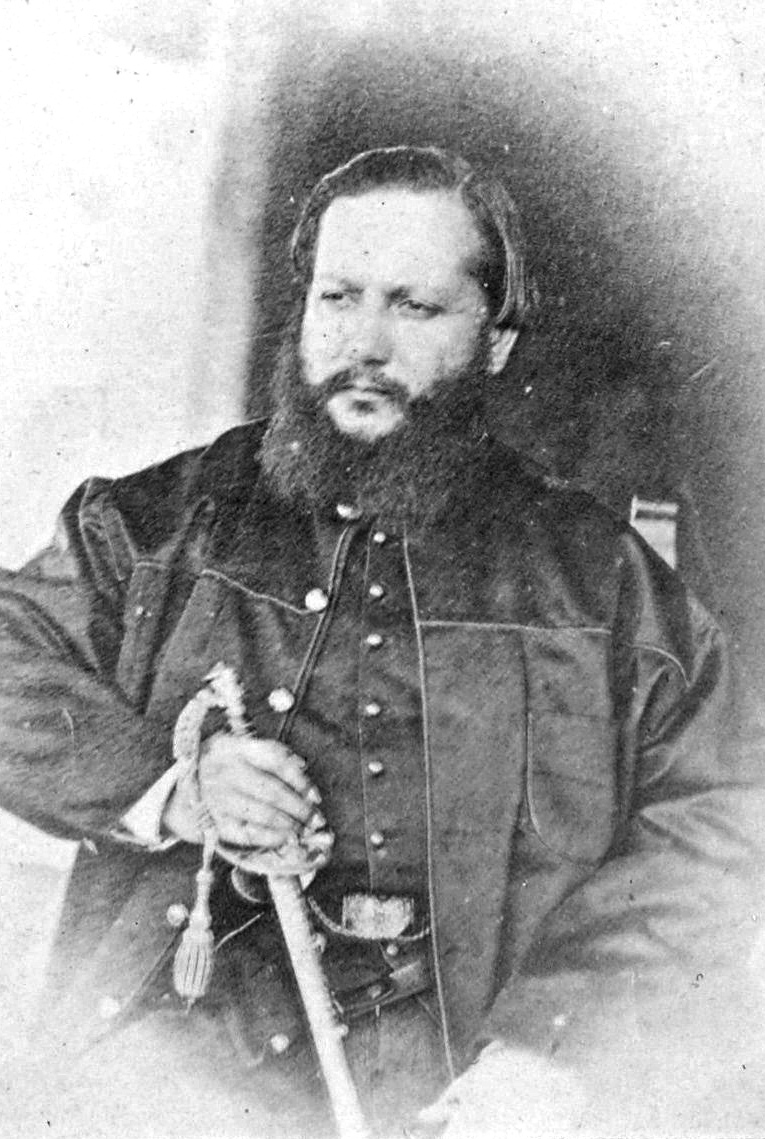
dyktator Paragwaju Francisco Solano López
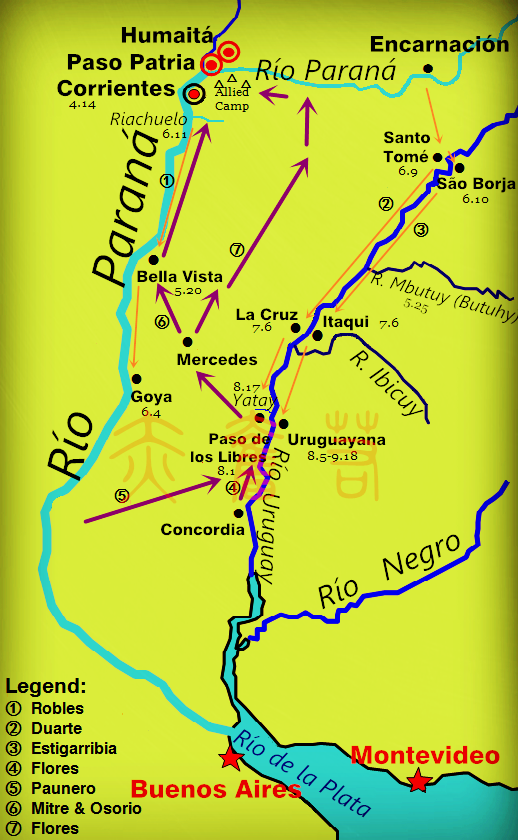
Walki w 1865 r.
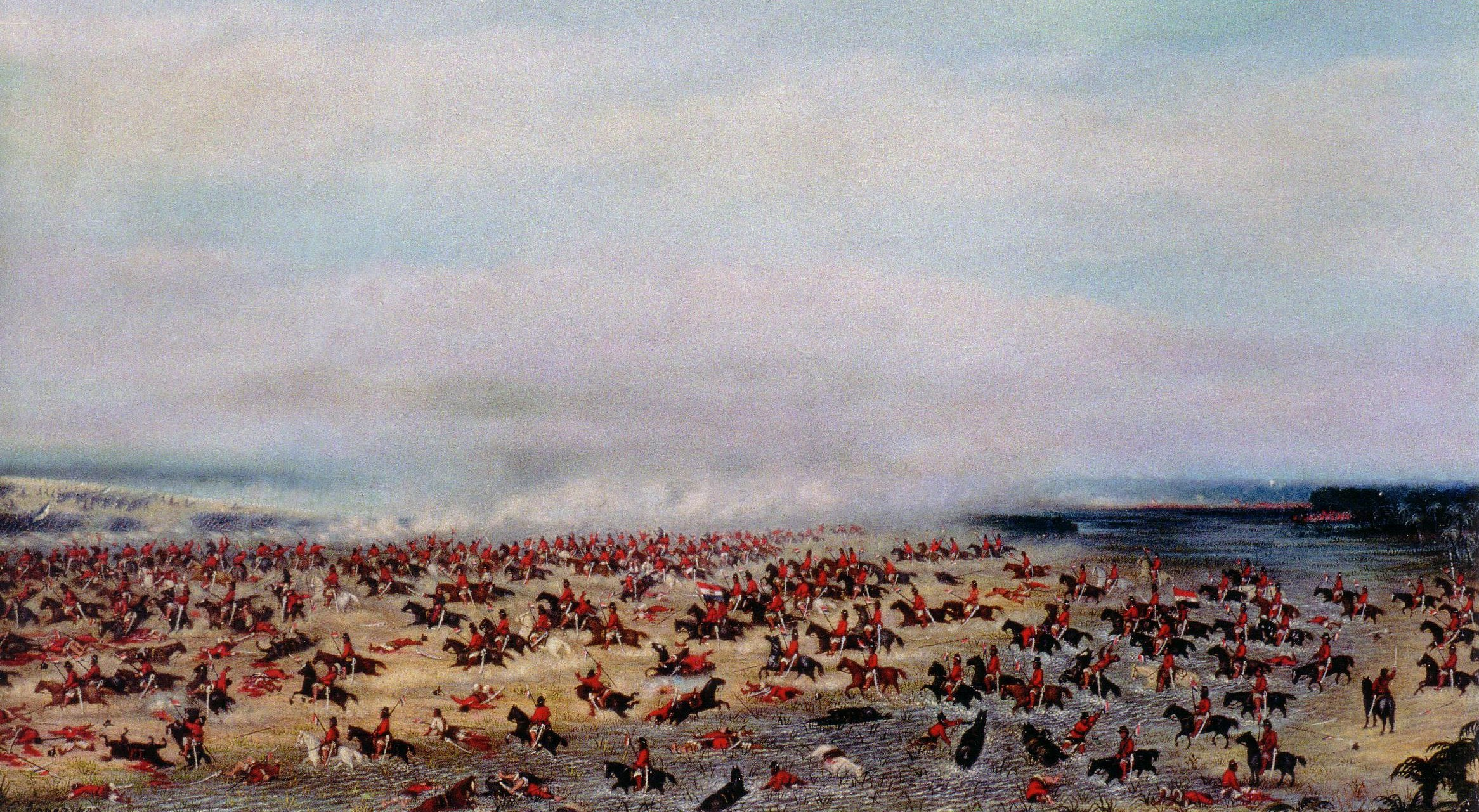
Bitwa pod Tuyuti.
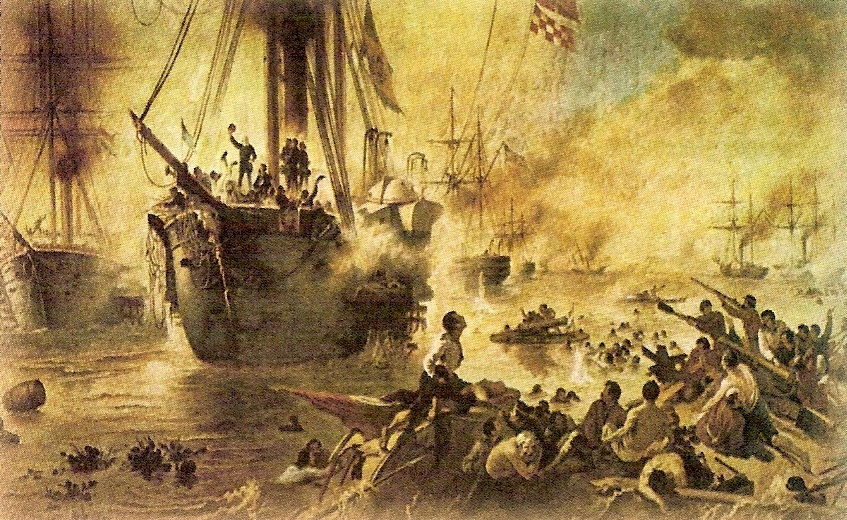
Bitwa pod Riachuelo.

## Skutki
Dzięki wstawiennictwu Amerykanów 20 czerwca 1870 roku doszło do podpisania wstępnego traktatu pokojowego, w wyniku którego Paragwaj zmuszony został do odstąpienia około 55 tys. mil² (140 tys. km²) swojego terytorium na rzecz Argentyny i Brazylii.
Wojna trójprzymierza z Paragwajem kosztowała życie prawie 2 mln osób. Ludność Paragwaju zmalała z ponad 500 tysięcy do 221 tysięcy. Wśród ocalałych było 28 700 mężczyzn, 106 tys. kobiet i 86 tys. dzieci.
Wskutek olbrzymiego oporu ludności, chorób lub eksterminacji prowadzonej przez zwycięzców, ponad 50% mieszkańców Paragwaju zostało pozbawionych życia, w tym 90% męskiej populacji. Był to najbardziej krwawy konflikt zbrojny w Ameryce Południowej.
Pomimo tego, że częściowy rozbiór Paragwaju pozbawił go na rzecz Argentyny i Brazylii ok. 25 proc. terytorium, to jednak ostatecznie udało mu się zachować niepodległość. Istnienie okrojonego państwa uratowała Brazylia, odrzucając argentyńską propozycję całkowitego rozbioru sąsiada i okupując zagrożone przez Argentyńczyków paragwajskie terytoria (chroniąc je w istocie przed zakusami Buenos Aires) aż do 1876 r.